# Witold Dzielski
Witold Mirosław Dzielski (ur. 21 lipca 1977 w Krakowie) – polski dyplomata, urzędnik państwowy, od 2022 ambasador RP w Kanadzie. Dyrektor Biura Spraw Zagranicznych i Biura Polityki Międzynarodowej w Kancelarii Prezydenta Andrzeja Dudy (2015–2022), autor inicjatyw obywatelskich i publikacji dotyczących tematyki społecznej. Z wykształcenia kulturoznawca i filolog.

## Życiorys
Ukończył studia w Nauczycielskim Kolegium Języków Obcych Uniwersytetu Jagiellońskiego, a następnie amerykanistykę na Uniwersytecie Warszawskim. Studiował również na Uniwersytecie Notre Dame w Stanach Zjednoczonych, był stypendystą Young Leaders Fellowship Fund. 
W okresie studenckim zaangażowany w działalność społeczną, m.in. prezes stowarzyszenia US Matters, zaangażowany w Fundację Pro Publico Bono, Oświęcimski Instytut Praw Człowieka, Akademia Oświęcimska, Fundacja „Oświęcimskie Centrum Praw Człowieka” czy Oświęcimska Nagroda Praw Człowieka im. Jana Pawła II. W latach 1999–2007 uczył języka angielskiego w liceum plastycznym w Krakowie, na Uniwersytecie Jagiellońskim, w Wyższej Szkole Zarządzania i Bankowości oraz szkołach językowych. W latach 2007–2012 II oraz I sekretarz w Ambasadzie RP w Waszyngtonie, gdzie zajmował się sprawami politycznymi, tematyką polsko-żydowską. Po powrocie podjął pracę w Departamencie Ameryki Ministerstwa Spraw Zagranicznych RP. Od 2015 do 2022 dyrektor Biura Spraw Zagranicznych (po zmianie nazwy Biura Polityki Międzynarodowej) Kancelarii Prezydenta RP. W marcu 2022 został mianowany ambasadorem RP w Kanadzie. Stanowisko objął 28 kwietnia 2022.
Poza działalnością dyplomatyczną jest autorem inicjatyw obywatelskich i publikacji dotyczących tematyki społecznej. Autor powieści fantasy pt. Hum' Ha Ostatni opublikowanej w 2014. Pod jego współredakcją została opublikowana w 2007 książka pt. Irak. Dylematy amerykańskiej interwencji.

## Ordery
- 2017 – Krzyż Komandorski Orderu Lwa Finlandii[9][15]
- 2019 – Krzyż Komandorski Orderu Gwiazdy Rumunii[16][17]
- 2021 – Krzyż Komandorski Orderu Makariosa III(inne języki), Cypr[9]
- 2022 – Krzyż Kawalerski Orderu Odrodzenia Polski[18][19]

## Życie prywatne
Wnuk Wiesława Dzielskiego. Syn filozofa Mirosława Dzielskiego oraz Marii Dzielskiej, historyczki starożytności i Bizancjum. Jego żoną jest Anna Maria Dzielska. Ojciec syna.
Wieloletni kapitan amatorskiej drużyny koszykarskiej, posiada czarny pas aikido. Mówi po angielsku (uczęszczał do szkoły podstawowej w Waszyngtonie), niemiecku oraz w podstawowym zakresie po francusku.